# Andy Muschietti
Andrés Walter Muschietti, accreditato come Andy Muschietti (Vicente López, 26 agosto 1973), è un regista e sceneggiatore argentino conosciuto soprattutto per aver diretto i film It (2017) e It - Capitolo due (2019), tratti dal romanzo omonimo di Stephen King, e The Flash  (2023), film dedicato all'omonimo personaggio dei fumetti DC Comics .

## Biografia
Muschietti nasce a Vicente López il 26 agosto 1973; dopo aver vissuto per circa dieci anni a Barcellona e aver diretto alcuni spot pubblicitari, sbarca, grazie all'interessamento di Guillermo del Toro, a Hollywood nel 2013 con il thriller psicologico La madre, da lui diretto e sceneggiato con la sorella Bárbara Muschietti e Neil Cross. Il film, basato su di un suo cortometraggio di tre minuti del 2008, e costato 15 milioni di dollari, ne incassa complessivamente 146. Nel 2015, in seguito all'abbandono di Cary Fukunaga, viene scelto per dirigere It, nuovo adattamento, dopo la miniserie del 1990, del romanzo originale di Stephen King. Nel 2019 viene annunciato come nuovo regista del film su Flash, facente parte del DC Extended Universe.

## Filmografia

### Cinema
- La madre (Mama) (2013)
- It (2017)
- It - Capitolo due (It: Chapter Two) (2019)
- The Flash (2023)

### Cortometraggi
- Historias Breves III - Nostalgia en la mesa 8 (1999)
- Mamá (2008)